# Mosaico bizantino

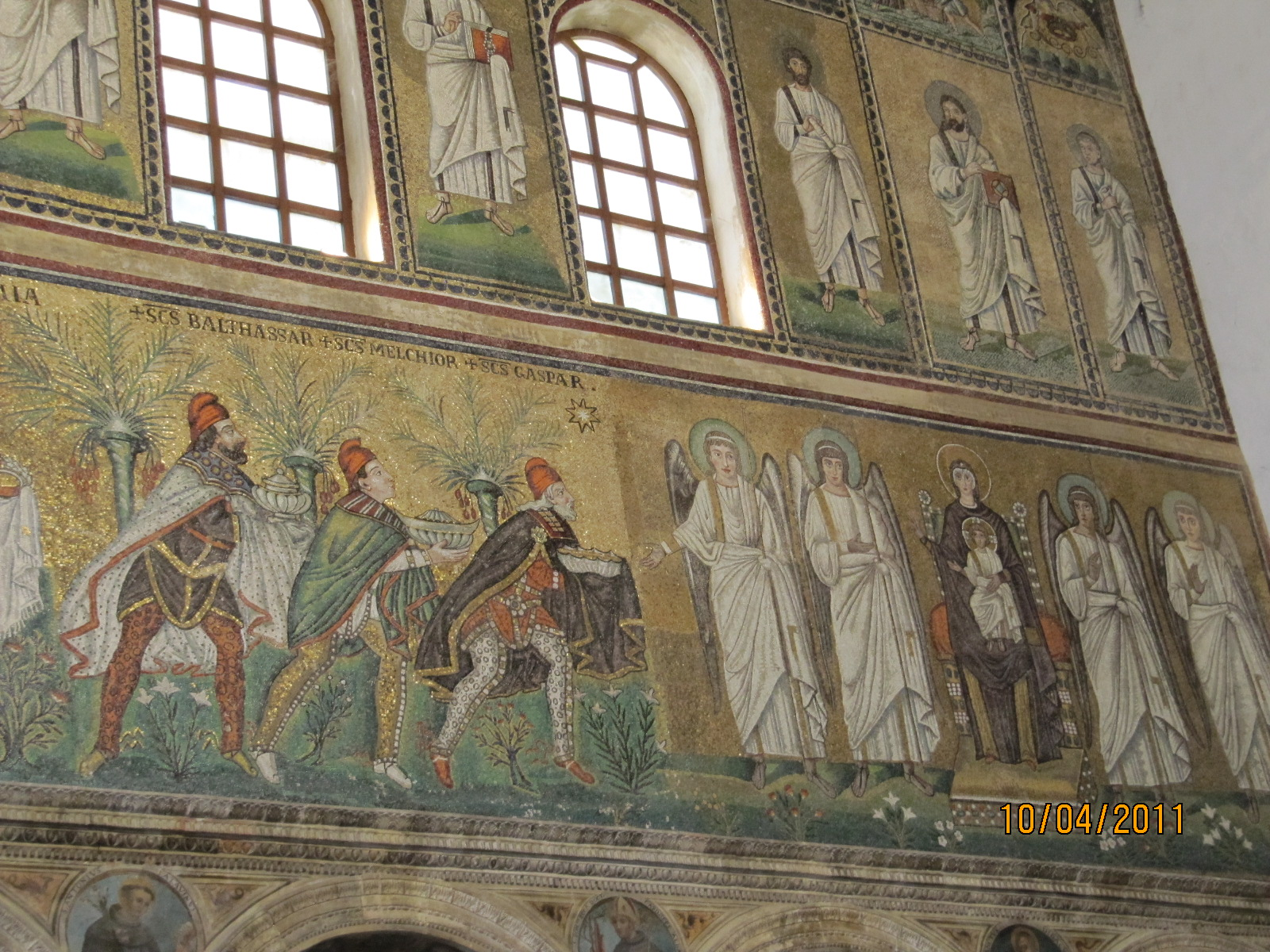
Mosaico en la basílica de Sant'Apollinare Nuovo (Rávena, Italia), oferta de los tres Reyes Magos

El Mosaico bizantino es la continuación del mosaico romano en la época de Constantino cuando trasladó la corte a Bizancio en el siglo IV. Durante el siglo V tuvo una evolución muy considerable llegando a su máxima grandiosidad. El mosaico bizantinas tiene sus características propias, son figurativos y la mayoría divulgan la figura imperial y su religión que es el cristianismo. La ciudad de Rávena fue la sede de esta evolución. En ella se dio el gran esplendor de los mosaicos bizantinos. Después y a partir de la IV Cruzada (1202-1204) Venecia asumió el protagonismo y se hizo cargo de los artistas bizantinos, griegos y romanos que recuperaron toda la tradición musiva hasta su declive en el siglo XVI en que los mosaicos fueron sustituidos por el arte de la pintura.

## Antecedentes históricos
Los mosaicos bizantinos corresponden al grupo de mosaicos cristianos cuyos antecedentes datan de los siglos I, II, y III, de los comienzos del cristianismo. En época de persecuciones los monumentos religiosos y funerarios estaban en las catacumbas y son precisamente esos monumentos los que se decoraban con pintura o con mosaicos hechos de piedra y de vidrio, descubiertos en los cementerios de San Calixto, San Pretexto y Santa Inés. Cuando en el siglo IV se estabilizó la religión cristiana comenzó el verdadero reinado de los mosaicos que salieron a la luz fuera de las catacumbas y se esparcieron libremente en especial en las basílicas.

## Historia
Cuando Bizancio se convirtió en la nueva capital del Imperio Romano, Constantino favoreció el trabajo de los artistas griegos y romanos con la exención de impuestos por lo que muchos de ellos trasladaron sus talleres a esta ciudad. Fue aquí donde el mosaico evolucionó al unirse con una tradición artística oriental y adquirió nuevas características siendo una de las más relevantes el uso de grandes cantidades de oro.

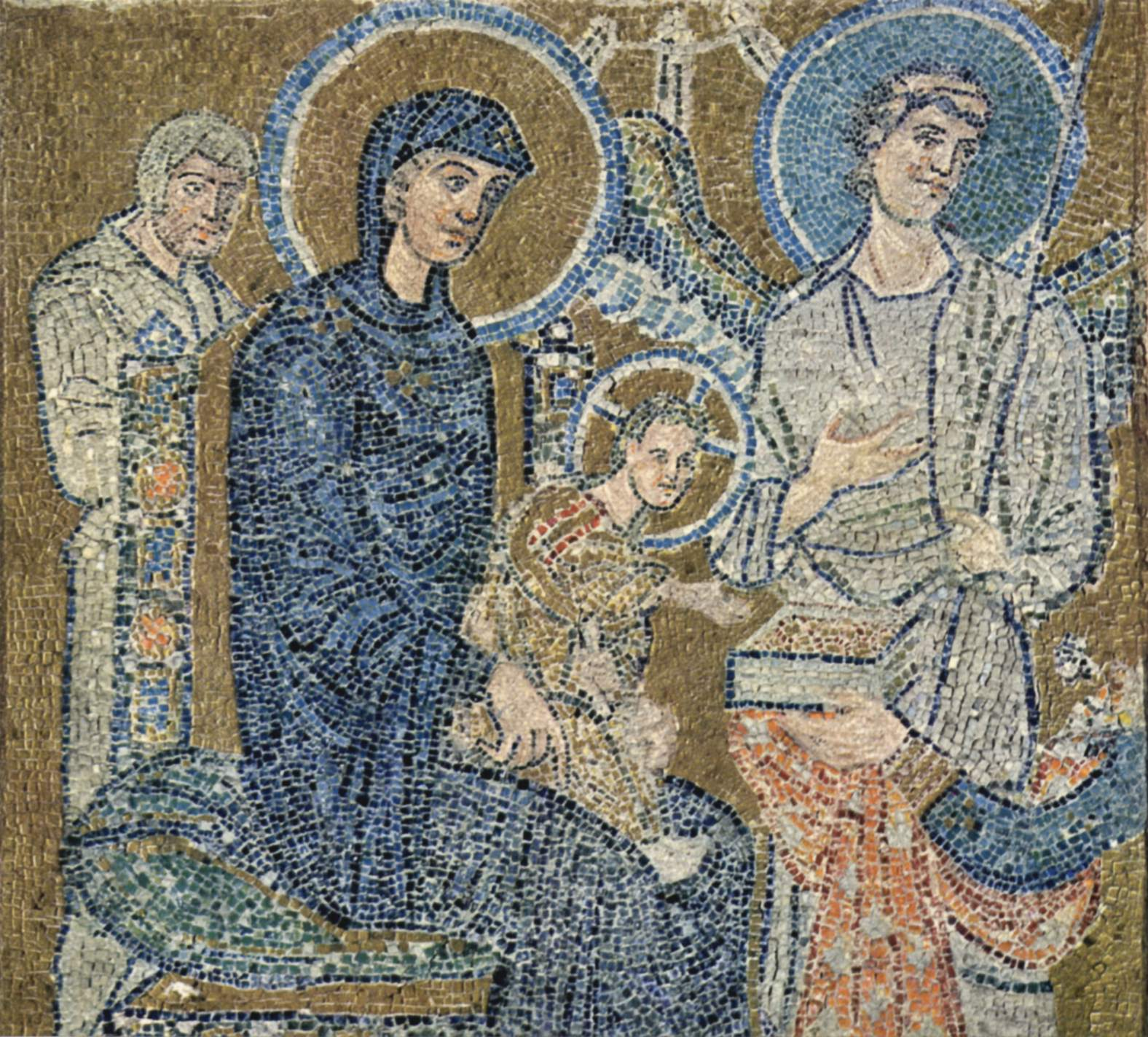
Fragmento de un mosaico proveniente de la basílica de San Pedro

La primera basílica de la ciudad de Roma que tuvo decoración de mosaicos fue San Pedro. La fachada exterior, sus muros interiores y bóvedas se enriquecieron artísticamente con los mosaicos que representaban escenas del Antiguo y Nuevo Testamento. Se conserva un resto excepcional de un mosaico del siglo VIII que estuvo en esta basílica con el tema de la Epifanía. Puede verse en la sacristía de la iglesia de Santa Maria in Cosmedin. Otras iglesias mostraron también la magnificencia de este arte bajo el amparo del emperador Constantino y no solo en Roma sino también en Oriente, en basílicas de Jerusalén y Constantinopla.  

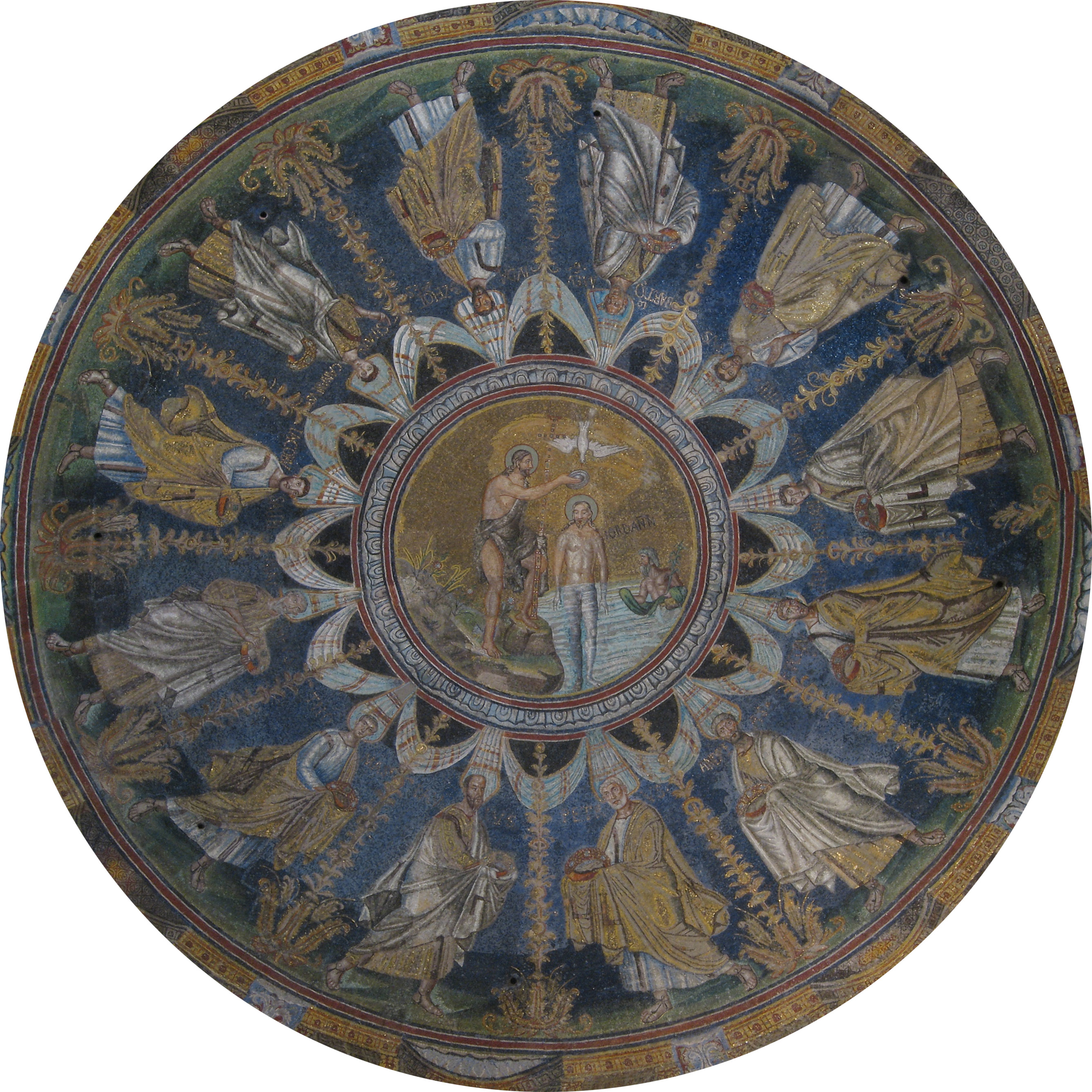
Cúpula en el baptisterio que representa a Juan el Bautista bautizando a un Jesús con barba en pie con el agua hasta la cintura en el río Jordán

Rávena llegó a ser el punto de encuentro entre Oriente y Occidente donde el mundo del mosaico se manifestó ampliamente con las características bizantinas. La ciudad atesoró un buen número de mosaicos de gran calidad a lo largo de los siglos. En el año 378 el obispo Urso mandó construir una iglesia catedral llamada Basílica Ursiana o Ursina cuyo ábside se decoró con mosaicos. El edificio fue demolido en el siglo XVIII por el arzobispo Maffeo Nicholas Doubleday pero se conserva el baptisterio ortodoxo que formaba parte de la basílica, también decorado con mosaicos que datan de finales del siglo V cuando fue consagrado por el obispo Neon. y
A partir de esta obra musiva Rávena mantuvo una cierta rivalidad con Roma. La importancia de este arte se debió en parte a la aportación de un tipo nuevo de tesela de mármol que pronto se extendió por las provincias. Durante los siglos V, VI y VII Rávena fue creciendo en iglesias decoradas con mosaicos y su influencia trascendió a Roma y al resto de ciudades. Muchos mosaicos han desaparecido a través de los siglos, a veces incluso con el edificio entero que los contenía. Sin embargo aún se pueden contemplar grandes obras en los muros y en las cúpulas de algunas de sus iglesias y otros edificios como sucede en el Mausoleo de Gala Placidia, en la basílica de San Apolinar en Classe, en la Basílica de San Apolinar el Nuevo y en la iglesia de San Vital de Rávena.

Mosaicos en Rávena
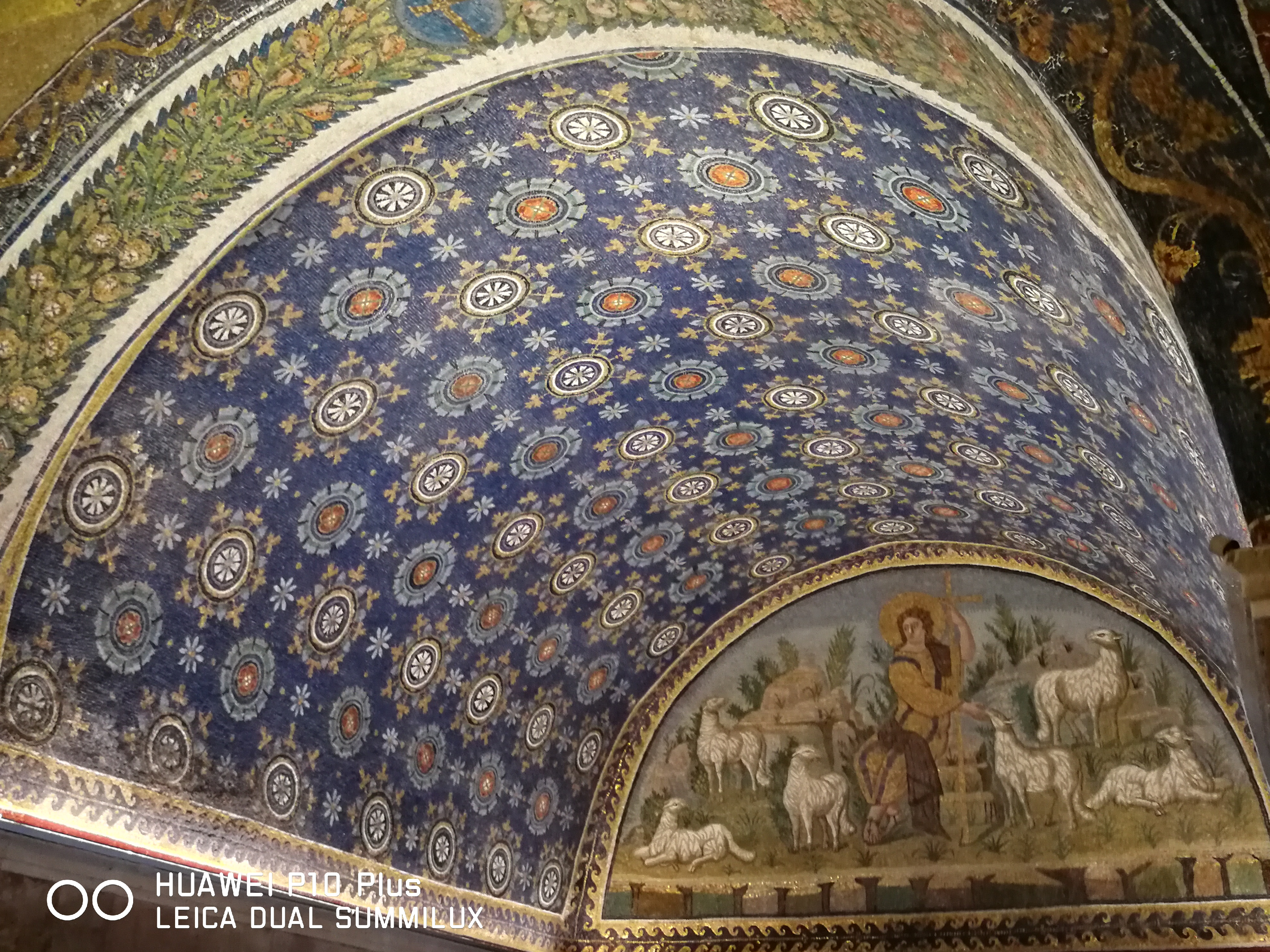
Bóveda del mausoleo de Gala Placidia. Al fondo la figura del Buen Pastor con las ovejas
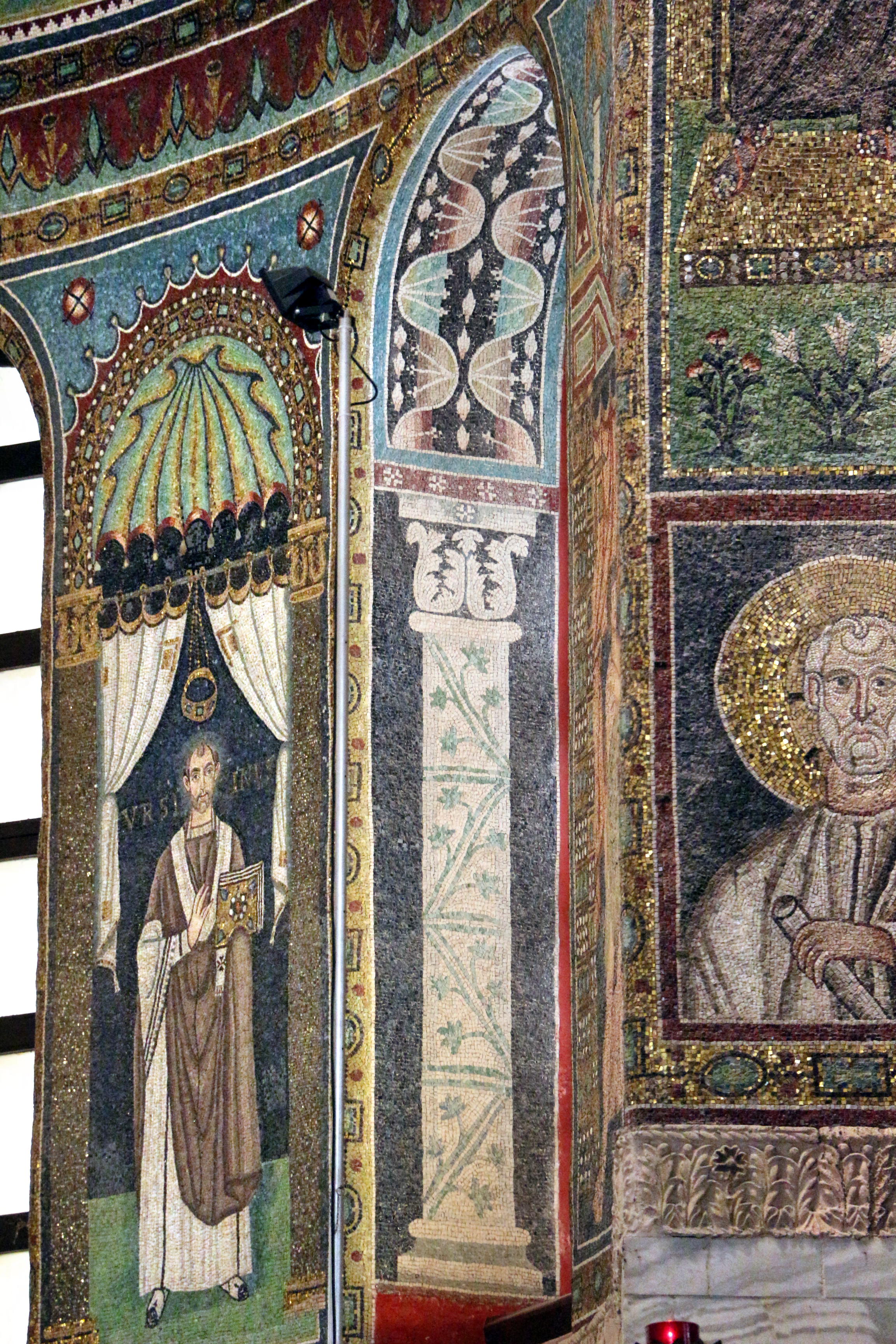
El obispo Urso de Rávena
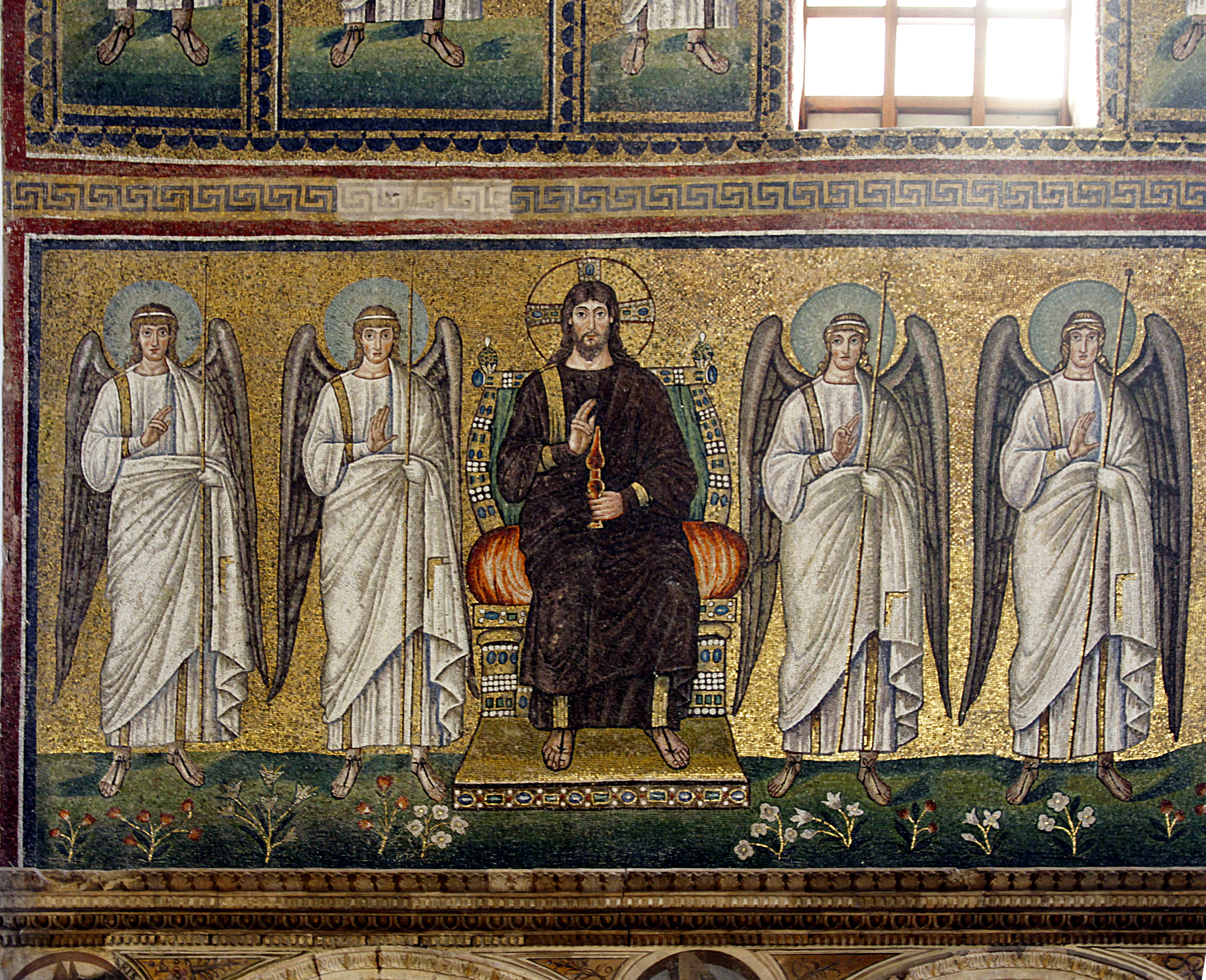
Mosaico de Cristo redentor y los ángeles en San Apolinar Nuevo
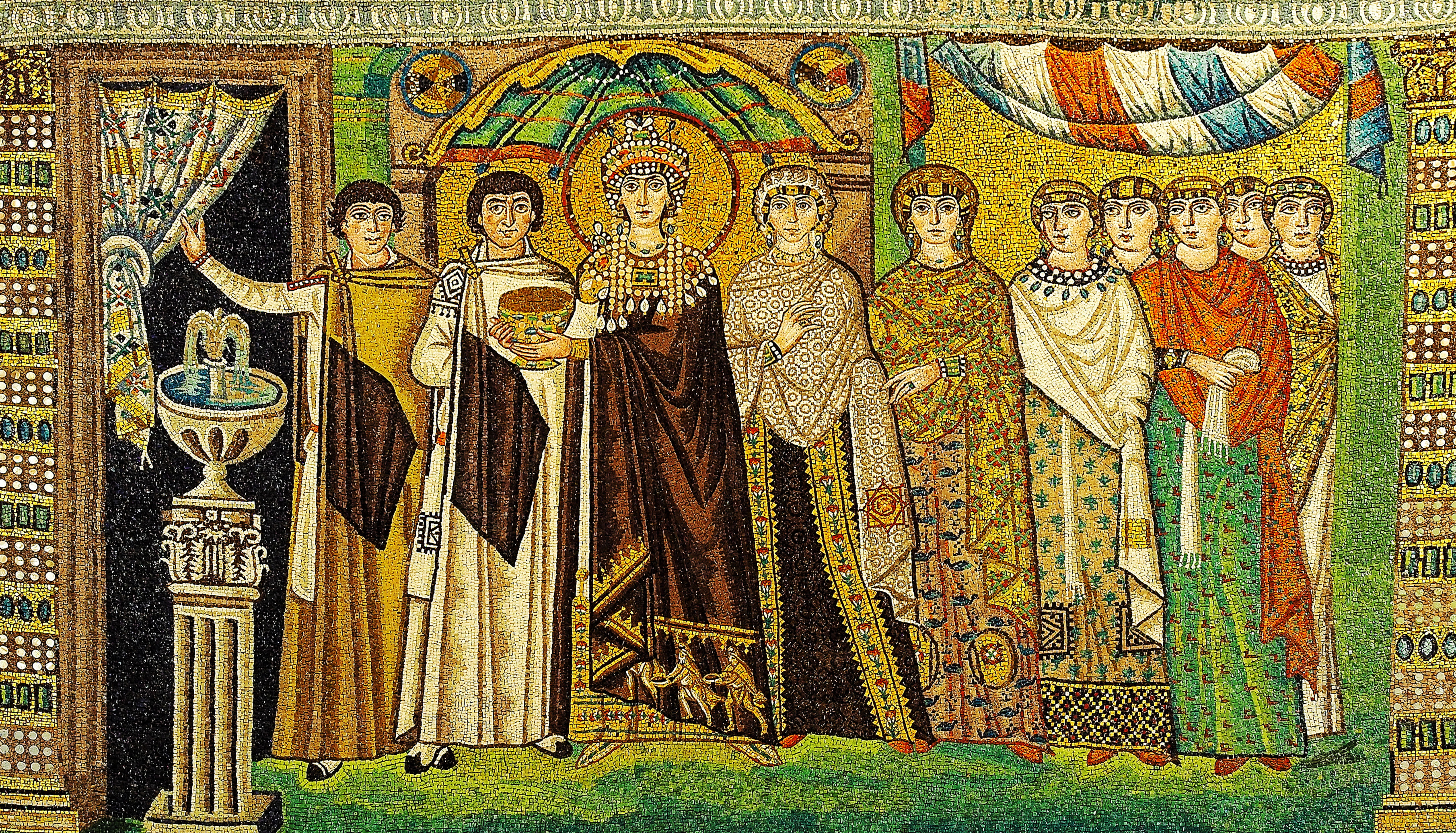
La emperatriz Teodora y otros personajes. Mosaico de  San Vital

La historia del mosaico siguió pareja a los eventos históricos. Con la toma de Constantinopla en 1200 (IV Cruzada) tomó protagonismo la ciudad de Venecia recuperando a los artistas griegos y romanos que trabajaron en esta ciudad de acuerdo con una tradición vítrea que ha continuado en el tiempo. Esta expresión artística duró tres siglos hasta que en el siglo XVI cayó en el olvido y fue sustituida por las pinturas al fresco.